# Damián 666
Leonardo Carrera (9 de julio de 1961, Tijuana, Baja California), es un luchador profesional mexicano más conocido bajo el nombre de Damián 666. Ha trabajado para la World Championship Wrestling (WCW), el Consejo Mundial de Lucha Libre (CMLL), la Asistencia Asesoría y Administración (AAA), la World Wrestling Association (WWA) y actualmente trabaja en el circuito independiente mexicano, incluidos Los Perros del Mal.

## Carrera
Carrera hizo su debut en 1982, después de haber sido entrenado por Luis Canales, Gengis khan y el diablo Velazco . La primera personalidad de Carrera en el ring fue como un personaje enmascarado llamado "Caballero 2000", con este personaje ingresaría a Japón y regresaría a AAA.

## Vida personal
Tiene un hijo luchador llamado Bestia 666.

## En lucha
- Movimientos finales

- Martinete (Tombstone piledriver)
- La Valagueza (Double leg capture brainbuster)

- Movimientos de firma

- Diving crossbody
- Hurricanrana, sometimes from the top rope
- Moonsault
- Powerbomb
- Senton
- Sitout inverted front powerslam
- Sitout side powerslam
- Springboard moonsault
- Top-rope headscissors

- Con Halloween (México's Most Wanted)

- Movimientos finales

- Montezuma's Revenge (Giant swing (Damián) / Running low-angle dropkick to the opponent's face (Halloween) combination)

- Movimientos de firma

- The Aztec Pyramid (Double submission)
- Double inverted Death Valley driver
- Poetry in Motion
- Spike sitdown inverted powerbomb

- Apodos

- "La Bestia del Apocalipsis" (Spanish for "The Beast of Revelation")

## Campeonatos y logros
- Asistencia Asesoría y Administración

- AAA World Trios Championship (1 vez) – con Halloween & X-Fly
- Mexican National Welterweight Championship (1 vez)

- Consejo Mundial de Lucha Libre

- Mexican National Trios Championship (2 veces) – con Halloween & Nicho el Millonario (1), Halloween and Mr. Águila (1)

- Federación Internacional de Lucha Libre

- FILL Tag Team Championship (1 vez) – con Halloween

- International Wrestling All Stars

- IWAS World Light Heavyweight Championship (2 veces)

- International Wrestling Revolution Group

- Copa High Power (2011) – con El Hijo del Lizmark

- North American Wrestling Association

- NAWA Middleweight Championship (1 vez)

- Nueva Generación Xtrema

- NGX World Tag Team Championship (1 vez) – con Halloween

- Revolution Pro

- Revolution Pro World Tag Team Championship (1 vez) – con Halloween

- World Wrestling Alliance

- WWA World Middleweight Championship (1 vez)
- WWA World Trios Championship (2 veces) – con Águila de Americano & Kiss

- World Wrestling Organization

- WWO Tag Team Championship (1 vez) – con Halloween

- Xtreme Latin American Wrestling

- XLAW Tag Team Championship (3 veces) – con Halloween (2), Estrella Dorada Jr. (1)

- Xtreme Pro Wrestling

- XPW World Tag Team Championship (2 veces) – con Halloween

## Luchas de apuestas
| Apuesta   | Ganador                   | Perdedor                  | Lugar                     | Fecha                    |
| --------- | ------------------------- | ------------------------- | ------------------------- | ------------------------ |
| Cabellera | Ultraman 2000             | Canelo Casas              | Tijuana, Baja California  | 3 de febrero de 1989     |
| Máscara   | Ultraman 2000             | Genghis Khan              | Japón                     | 24 de mayo de 1992       |
| Cabellera | Damián 666                | Cholo García              | Mexicali, Baja California | 20 de enero de 1996      |
| Máscara   | Psicosis                  | Ultraman 2000             | Tijuana, Baja California  | 16 de marzo de 1996      |
| Cabellera | Damián 666                | Mario Prado               | Tijuana, Baja California  | N/A                      |
| Cabellera | Damián 666                | Llamarada                 | Nuevo Laredo, Tamaulipas  | N/A                      |
| Cabellera | Damián 666                | Pimpinela Escarlata       | Nuevo Laredo, Tamaulipas  | 7 de agosto de 2000      |
| Cabellera | Damián 666                | Super Caló                | Nuevo Laredo, Tamaulipas  | 13 de noviembre de 2000  |
| Cabellera | Damián 666                | Halloween                 | Tijuana, Baja California  | 29 de junio de 2001      |
| Cabellera | Damián 666                | Fugaz                     | Nuevo Laredo, Tamaulipas  | 30 de julio de 2001      |
| Cabellera | Damián 666                | Zumbido                   | Tijuana, Baja California  | 29 de septiembre de 2001 |
| Cabellera | La Parka                  | Damián 666                | Tijuana, Baja California  | 21 de diciembre de 2001  |
| Cabellera | Damián 666                | Arandú                    | Monterrey, Nuevo Leon     | 29 de septiembre de 2002 |
| Cabellera | El Satánico               | Damián 666                | Ciudad de México          | 25 de octubre de 2002    |
| Cabellera | Damián 666                | El Tácua                  | Monterrey, Nuevo Leon     | 30 de marzo de 2003      |
| Cabellera | Damián 666                | El Satánico               | Tijuana, Baja California  | 15 de octubre de 2004    |
| Cabellera | Damián 666                | X-Fly                     | Tijuana, Baja California  | 22 de octubre de 2004    |
| Cabellera | Damián 666                | Máscara Mágica            | Ciudad de México          | 16 de junio de 2005      |
| Cabellera | Rey Bucanero y Tarzan Boy | Damián 666 and Mr. Águila | Ciudad de México          | 28 de abril de 2006      |